# 537 Pauly
537 Pauly је астероид главног астероидног појаса са пречником од приближно 39,11 km.
Афел астероида је на удаљености од 3,779 астрономских јединица (АЈ) од Сунца, а перихел на 2,363 АЈ.
Ексцентрицитет орбите износи 0,230, инклинација (нагиб) орбите у односу на раван еклиптике 9,888 степени, а орбитални период износи 1966,258 дана (5,383 година).
Апсолутна магнитуда астероида је 8,80 а геометријски албедо 0,348.
Астероид је откривен 7. јула 1904. године.